# Corinna Bluzet
Corinna Bluzet (* 2001) ist eine Schweizer Unihockeyspielerin, die beim Nationalliga-A-Verein UHC Laupen unter Vertrag steht.